# Pau FC
Pau Football Club, förkortat Pau FC, är en fransk fotbollsklubb som grundades 1959 i Pau i Béarn.
Pau FC har sitt ursprung i patronatet Bleuets de Notre-Dame, som officiellt skapades 1920 i Mayolis-kvarteret och nådde den högsta amatördivisionen i Frankrike i början av säsongen 1958-1959. De religiösa myndigheterna ansåg då att patronatets sportsliga nivå nu översteg nivån för en lokal idrottsförening.
Under ledning av sin grundande ordförande José Bidegain blev patronatets förstalag Bleuets de Notre-Dame till Football-Club de Pau och etablerade sig på 1960-talet på Stade du Hameau med ambitionen att nå de professionella divisionerna.
Försvagat av återkommande ekonomiska svårigheter, som tvingade Pau kommun att ingripa flera gånger, drabbades FC Pau slutligen av degradering och återvände till Ligue du Sud Ouest. Trots ledningens ambition misslyckades klubben att nå den professionella nivån. Under 1990-talet spenderade klubben oansvarigt i sin strävan efter professionell status, och missade uppflyttning till andra divisionen vid flera tillfällen. Finansiellt utmattad gick FC Pau i konkurs och degraderades 1995 till Championnat National 2, den fjärde nivån inom fransk fotboll.
Klubben återstartades under ledning av två före detta spelare, Bernard Laporte-Fray och Joël Lopez, och fick ett nytt namn, Pau Football Club. Ekonomin stabiliserades och klubben etablerade sig i National fram till 2007. Efter att ha degraderats till Championnat National 2 och skakats av kriser utanför planen, återvände Pau FC till tredje divisionen i början av säsongen 2016-2017.
Två år senare, 59 år efter grundandet, invigde Pau FC sin första egenbyggda arena: Nouste Camp.
Som vinnare av Championnat National säsongen 2019-2020 och uppflyttade till Ligue 2, upplever klubben nu sin mest framgångsrika period i historien och strävar efter att etablera sig varaktigt i den franska professionella fotbollen. Förstalaget, lett av Nicolas Usaï, spelar för närvarande i Ligue 2 sedan säsongen 2020-2021.

## Historia
Historien om fotboll i Pau började 1888 med grundandet av Association Bourbaki, och 1904 bildades dess fotbollssektion under namnet Football Association Bourbaki. Även om fotbollen började få betydelse i Pau, förblev rugby den dominerande sporten i Béarn och Gascogne. FA Bourbaki blev den ledande fotbollsklubben i Béarn fram till slutet av andra världskriget.
Under efterkrigstiden, den så kallade Trente Glorieuses, en period av snabb ekonomisk tillväxt i Frankrike, nådde Bleuets de Notre-Dame, en patronage från Mayolis-kvarteret, den högsta amatörligan i det franska fotbollssystemet. Diocesen, som erkände att klubbens aktivitet nu sträckte sig utanför en enkel kvartersförening, började söka nya ledare för att hantera den växande institutionen.
Den 19 maj 1959 grundade José Bidegain "Football Club de Pau", vilket markerade en betydande milstolpe för fotboll i Béarn och Gascogne. Till en början kämpade klubben med brist på en dedikerad hemmaplan och ekonomiska svårigheter. Trots dessa utmaningar lyckades FC Pau behålla sin konkurrenskraft och återfick en plats i det franska amatörmästerskapet för säsongen 1959–1960.
Efterhand som klubben utvecklades, påverkades stabiliteten av ekonomiska svårigheter och ledarskapsbyten. 1964 upplevde FC Pau sin första nedflyttning, och José Bidegain drog sig gradvis tillbaka och gav James Chambaud möjlighet att ta över ordförandeskapet. Klubben stötte på ytterligare utmaningar, inklusive ännu en nedflyttning 1969, och kämpade för att få full erkännande i den lokala sportscenen.
1975 tog Pierre Clède över ledarskapet och hade som mål att lyfta klubben till andra divisionen inom fem år. Trots ansträngningarna att bygga upp klubben fortsatte de ekonomiska problemen och påverkade klubbens prestationer. Återkomsten av den tidigare spelaren Paul Escudé 1981 gav ny energi, men ekonomiska svårigheter fortsatte att plåga klubben.
1980-talet såg FC Pau försöka efterlikna professionella klubbar från mindre städer. Klubben återfick Division 3-status och lockade betydande lokalt stöd, särskilt under en anmärkningsvärd Coupe de France-match mot AS Saint-Étienne. Trots detta ledde ekonomiska svårigheter och en förfallen stadion till ledarskapsbyten och fortsatt instabilitet.
1991 tog fastighetsutvecklaren Alain Pitoun över, och hans ambition och rekrytering av högt profilerade spelare förde med sig en kort period av framgång. Trots detta eskalerade de ekonomiska problemen, vilket ledde till Pitouns avgång och klubbens slutliga likvidation 1995.
Klubben återuppstod 1995 som Pau Football Club under ledning av Bernard Laporte-Fray och antog Pau:s gula och blå färger. Trots initiala utmaningar inledde Pau FC en ny resa och lyckades så småningom uppnå uppflyttning till tredje divisionen (Championnat National) under säsongen 2015–2016.
Pau FC:s återkomst till Championnat National 2016 markerade en period av konsolidering och tillväxt. Under ledning av olika tränare strävade klubben efter högre divisioner, vilket kulminerade med deras uppflyttning till Ligue 2 2020 efter att ha slutat som etta i Championnat National under COVID-19-pandemin.
Under perioden 2020–2023 fortsatte Pau FC att utvecklas under nytt ledarskap, inklusive anställningen av Didier Tholot som huvudtränare. Trots en begränsad budget lyckades klubben säkra kvarter i Ligue 2, med en anmärkningsvärd 10:e plats i säsongen 2021–2022.
När Pau FC inledde säsongen 2023–2024, inleddes en ny era efter stora förändringar i klubbens ledarskap. President Bernard Laporte-Fray betonade behovet av en ny start och underströk hans avsikt att bygga om klubben. Trots Pau FC:s blygsamma storlek pekade Laporte-Fray på att klubbens lönebudget var jämförbar med andra klubbar som Grenoble och QRM och till och med översteg vissa klubbar som presterade bra under säsongen 2022-2023. Han tog ansvar för att omorganisera klubbens struktur för att förbättra dess prestationer. Hans son, Yann Laporte-Fray, tog rollen som generaldirektör, Luis de Sousa blev sportchef och Nicolas Usaï blev huvudtränare.
Avgången av tränaren Didier Tholot och generaldirektören Joël Lopez markerade slutet på en era och början på ett nytt kapitel. Rapporter indikerade meningsskiljaktigheter inom ledarskapet efter den vintertransfer som involverade Alexandre Olliero till Stade de Reims, en övergång som genomfördes trots Tholot och Lopez motstånd. Den samtidigt ankommande Luis de Sousa som sportchef spelade en avgörande roll i detta företag.